# LOVE HOKKAIDO
『LOVE HOKKAIDO』（ラブほっかいどう、中：恋上!北海道）は、北海道テレビ（HTB）で土曜日 11:10 - 11:40（JST）に放送されている北海道関連の情報番組。
2014年5月25日までは『恋する北海道』（こいするほっかいどう）であった。

## 概要
日中国交正常化40周年記念事業として2012年7月に北海道テレビが上海メディアグループ（SMG）と友好協力協定を締結し、双方の番組を放送する番組交流を始めたのが本番組制作のきっかけ。番組のオープニングとエンディングでは「この番組はHTBがアジア向けに制作している北海道情報発信番組です」と表記されていた。
当初はSMG内の「上海外語チャンネル」（ICS）で同年10月から開始する予定だったが、同年9月の尖閣諸島国有化（2012年の中国における反日活動も参照）の影響も重なり、上海における放送をいったん延期。その後、北海道テレビが2013年2月24日から放送を開始（第1期）したのに続き、同年3月からシンガポールのケーブルチャンネル「JFCTV」で放送を開始した。
2013年5月12日から番組スタイルがリニューアル（第2期）され、同年6月30日よりSMG内の「上海外国語チャンネル」（ICS）で上海での放送を開始。同年8月9日から台湾の「ゴールドサンTV」、2014年2月15日からはベトナム「ホーチミンシティテレビジョン」（HTV）でも放送開始され、現在は道内を含む5カ国で放送されている。2013年9月から10月までは、キャセイパシフィック航空とマレーシア航空の機内上映サービスでも本番組が流されていた。
その後2014年6月1日から、番組名を『LOVE HOKKAIDO』に改題。内容やスタッフも一新した。
2020年4月より放送時間がこれまでの9:50 - 10:10から1時間20分遅くなり11:10 - 11:40となった。
番組の流れはオープニング→CM（60秒）→本編→ヒッチハイク（15秒。主に番宣CMが流れる）で、途中のコマーシャルは一切はさまない。

## 出演者
- 李強（リチャン）
メインMC。中国・上海生まれ。普段は札幌市内にある中国語学校『じゃるか中国語アカデミー』の講師を務める[5]。かつて水戸ホーリーホックに在籍していた中国人（韓国籍）サッカー選手とは同姓同名の別人。
- 大野ユリエ
北海道のモデル・タレント。2020年4月11日放送より出演。
- 大野恵
北海道テレビアナウンサー。番組内ではナレーションも兼任。

### 過去
- 小野優子（北海道テレビアナウンサー。第1期で李強と共にメインMCを務めた）
- アイシス（アイシス・ベルンス）
第2期から登場。カナダ・トロント生まれ。ポーランド人とペルー人の両親の元に生まれる[6]。AIR-G’の音楽番組『Hit Trackz!』のパーソナリティを務める他、2012年にはTOYOTA BIG AIRのイメージガールユニット「TBAガールズ」の初代メンバーとしても活動した。ジュネス企画に所属するタレントとは同名異人。2016年3月27日放送をもって卒業。
- アリョーナ（アリョーナ・ブズドゥガン）
2016年4月3日放送から登場。ロシア・コルサコフ生まれ[7]。2020年3月28日放送をもって卒業。

## 主なコーナー
- 特集コーナー
李強とアイシスが北海道の愛があふれる人やモノなどを体験する。
2014年6月22日放送分では、メイクアップアーティストの横山美和がゲスト出演した。
北海道北斗市出身の青森朝日放送の坂本佳子アナウンサーをゲストに迎え2014年8月10日と17日は「津軽海峡SP 夏の陣」、2015年1月25日は「津軽海峡SP 女子旅編」として放送。
- MEGU i Zoom（メグ・イ・ズーム）
大野アナが北海道の注目スポットを紹介するコーナー。

### 過去
- 食のチカラ
土曜日の『イチオシ!プラス』で放送されている地産地消応援コーナーの再編集版。このコーナーが当番組内で放送される際は、玉ねぎの帽子をかぶったonちゃん（「onionちゃん」名義）がロケ地内に現れることもあった。リポーターは飯野智行、青山千景、依田英将など。
- 感動!体験!北海道
外国人リポーター2名が北海道内のあらゆる所を旅し、体験するコーナー。

## オープニング

### 恋する北海道
第1期

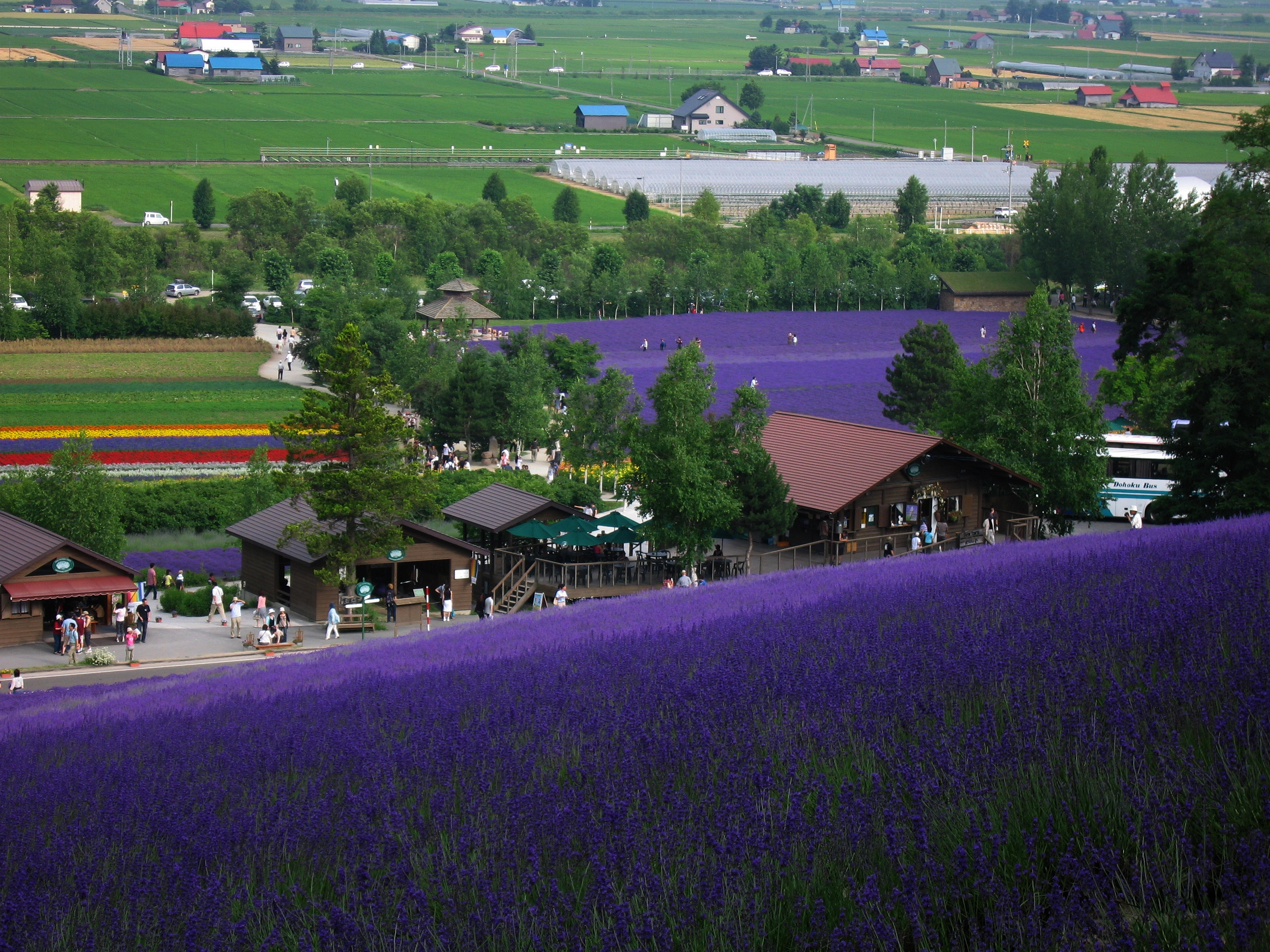
第1期のオープニングで映し出された中富良野町のラベンダー畑（ファーム富田内）

- その回のハイライト映像が流れた後、CG制作された日本の領土が映し出され、北海道が位置する右上にズームインした後、金色で書かれた「HOKKAIDO」の文字が出る。その後北海道の春夏秋冬のイメージ映像が流れた後、中富良野町のラベンダー畑の映像と共にタイトルロゴが現れる。

第2期
- 北海道テレビの局内ロビーの階段を駆け下りる李強→onちゃんのオブジェを触ってピースサインするアイシス→onちゃんが描かれた机の上でメモを取る大野→3人が集まって決めポーズを撮る→道内のイメージ映像をバックにタイトルロゴが現れる。
  - タイトルロゴが出た後、ロケ先にいる李強が「さぁ!始まりました、“恋上！北海道”（中国語読み）」、アイシスが「Love!Hokkaido」、大野が「恋する北海道」と挨拶して番組が始まる。またエンディングでは李強が「それではまた次回」、アイシスが「We Love」と言った後、3人で「Hokkaido!」と叫び、スタッフロールが流れて終了となる。

### LOVE HOKKAIDO
- スタジオロッカ制作によるCGアニメーション。onちゃんに導かれ、李強がスノーボード、アイシスがスキーをする→マウンテンバイクに乗ってサイクリング→アイシスが箪笥を作り、李強がのこぎりで丸太を削る→李強が寿司、アイシスがラーメンを食べる→李強、アイシス、大野の紹介→3人とonちゃんが驚く顔と共に「and… HOKKAIDO LOVERS」と表示された後、タイトルロゴが現れる。

## 北海道ドリームクイズ
北海道・アジア交流促進事業実行委員会主催で行われ、この番組の特別企画として放送されるアジアと北海道の交流を促進するクイズ番組。アジア各国でのオーディションを経て選ばれた2人1組の一般人が北海道各地にてクイズやゲームを通して北海道愛ナンバーワンを競う。2014年「北海道ドリームゲームショー」（HOKKAIDO DREAM GAME SHOW）として開始、2015年は「北海道ドリームクイズ」（HOKKAIDO DREAM QUIZ）に改題。
- 第1回
  - 出場国・地域：台湾、タイ、インドネシア、シンガポール、ベトナム
  - ロケ地：函館市（第1ステージ）、留寿都村（第2ステージ）、帯広市（第3ステージ）、釧路市（第3ステージ）、網走市（第4ステージ）、旭川市（第5ステージ）、札幌市（最終ステージ）
  - 放送日（北海道テレビ）
    - LOVE HOKKAIDO内：2015年2月22日 - 3月29日
    - 単独特番「北海道ドリームゲームショー～道内一周!!アジアの10人激闘記～」：2015年3月29日 15:30 - 17:25
- 第2回
  - 出場国・地域：ベトナム、フィリピン、インドネシア、中国（上海）、タイ
  - ロケ地：帯広市（ウェルカムクイズ）、音更町（第1ステージ）、釧路市（第2ステージ）、網走市（第3ステージ）、北見市（第4ステージ）、札幌市（最終ステージ）
  - 公式スポンサー：JCB、JTB
  - 公式航空会社：日本航空
  - 協賛：北洋銀行、きのとや、北海道新聞社、千歳アウトレットモール・レラ、北都交通、北海道観光振興機構、北海道コカ・コーラボトリング
  - 放送日（北海道テレビ）
    - LOVE HOKKAIDO内：2016年2月7日 - 28日
    - 単独特番「第2回北海道ドリームクイズ～道内一周!!アジアの10人激闘記～」：2016年2月28日 13:55 - 15:20

## スタッフ
- 撮影：高橋慎、佐藤哲明
- 音声：西川仁
- スタイリスト：小松江里子（「恋する」第1期も担当）
- ヘアメイク：矢萩律子
- 編集：谷口悠一
- MA：河野武史
- 音楽：大黒淳一
- 制作：齊藤美里
- AP：桜田布美子、渡辺健司（共に北海道テレビ）
- ディレクター：遠藤里織、チェ・ボイム
- チーフディレクター：藤森信光
- プロデューサー：高橋一之（北海道テレビ）
- 制作協力：reactor.cmc
- 制作著作：北海道テレビ放送

### 「恋する北海道」時代
- 撮影：川上敬、桜居大祐、田村誠志、原島広義、引野憲幸、片原孝太朗、作佐部一哉、後藤佑喜
- 音声：高橋寛之、森田浩行、斎藤泉、郡一正、弓山隼、内田丈也、伊藤健次、穴吹昌芳
- 編集：塚田浩一
- メイク：木村佳織、阿部祐子
- スタイリスト：小松江里子、国安美恵
- 音楽：ezoshika label
- タイトル：BgBee
- ディレクター：山田吉則、下山拓也、阿部佳奈、角田直、白取茂一、藤島保志、岡本真一、沖聡
- 総合演出：木下丈寿
- プロデューサー：勇寿憲（初回 - 2013年9月15日まで）、川村真智子（2013年9月1日 - 第2期終了まで）、沼田博光（海外デスク）
- 制作協力：miruca、イメージランド
- 制作著作：北海道テレビ放送

## テーマ曲
「恋する北海道」第2期
- オープニング：Cell The Rough Butch「Re:Start」
- エンディング：REVOLVER AHOSTAR「GOAL OF SEASON」

「LOVE HOKKAIDO」エンディング曲
- NOISEMAKER「THE NEW ERA」（アルバム『DOUBLE COLOR SHEEP』所収[8]。2014年6月1日 - 7月27日）
- サトウヨシアキ「Dancefloor」（2014年8月10日 - ）

## 放送局

### 国内
- 北海道テレビ（HTB）（北海道、テレビ朝日系） - 土曜日 11:10 - 11:40 ※制作局
- TOKYO MX（東京都、独立協） - 木曜日 5:00 - 5:30、2023年3月30日放送終了
- テレビ神奈川（tvk）（神奈川県、独立協） - 土曜日 9:30 - 10:00 ※tvkマルチチャンネル032、tvkワンセグ2のみで放送
- 京都放送（KBS）（京都府、独立協） - 不定期

### 海外
- 上海
  - ICS
  - 上海外語頻道国際チャンネル（簡体字字幕）
- 台湾
  - 國興衛視（GSTV）（繁体字字幕）
- メキシコ
  - Canal Once（スペイン語字幕）
- タイ
  - MCOT（チャンネル9）（タイ語吹き替え）
- ハワイ州
  - K5（英語字幕）

## 特番による休止・変更
- 毎年6月に「全米オープンゴルフ」（2017年までは「全米女子オープンゴルフ」も該当。いずれもテレビ朝日制作）が放送される場合は、休止または放送日時が変更される場合がある。年末年始編成時には休止する。
- 上記以外として、次のような事例がある。
  - 2013年8月25日：『仮面ライダー×スーパー戦隊 スーパーヒーロー大戦』（テレビ朝日制作）と『映画 プリキュアオールスターズNewStage みらいのともだち』（朝日放送〈当時。現：朝日放送テレビ〉制作）で構成された、映画特別番組「スーパーヒーロー&ヒロイン 夏休みスペシャル」を6:00 - 9:00枠で放送したため休止。
  - 2013年9月8日：報道特別番組『池上彰が伝える2020五輪開催地決定SP 完全生中継! 東京に運命の瞬間』（テレビ朝日制作）を3:15 - 7:00枠で放送したため臨時休止（休止は当初から予定されており、開催地が東京に決まらなかった場合は報道特番が6:00に終了し、通常通り放送されるようになっていた）。
  - 2014年8月3日：『林修の今でしょ!講座 朝から学ぶ!夏休み特別生放送スペシャル』（テレビ朝日制作。「1日丸ごと夏祭りデー」内）を6:00 - 8:30枠で放送したため休止。
  - 2014年10月26日：「サッカー女子ワールドチャレンジマッチ2014・カナダ女子代表×なでしこジャパン戦」中継（テレビ朝日制作）のため、10月25日の6:05 - 6:30に放送。
  - 2015年2月1日：ISILによる日本人拘束事件関連の臨時ニュース（テレビ朝日制作）で途中打ち切りとなったため、2月7日の6:00 - 6:30に振り替え放送。
  - 2016年4月16日：未明に発生した熊本地震（本震）関連の『ANN報道特別番組 熊本県で震度6強』（テレビ朝日制作）に差し替えられたため、4月24日の5:55 - 6:20に振り替え放送。
  - 2016年6月11日：「サッカー・UEFAユーロ2016 フランス×ルーマニア」中継（テレビ朝日制作）のため、6月5日の5:55 - 6:20に放送。
  - 2016年6月18日：「サッカー・UEFAユーロ2016 スペイン×トルコ」中継（テレビ朝日制作）のため、6月25日に放送。6月25日放送分は翌日6月26日に放送。
  - 2016年7月2日：「サッカー・UEFAユーロ2016 準々決勝 ウェールズ×ベルギー」中継（テレビ朝日制作）のため、7月9日の2:10 - 2:40に放送。
  - 2017年9月9日：「U18野球ワールドカップ2017 スーパーラウンド 第2戦 日本×カナダ」中継（テレビ朝日制作）のため、2:10 - 2:40に繰り上げ。